# Annandaleum gruvelii
Annandaleum gruvelii är en kräftdjursart som först beskrevs av Annandale 1906.  Annandaleum gruvelii ingår i släktet Annandaleum och familjen Scalpellidae. Inga underarter finns listade i Catalogue of Life.